# Sonnhofen
Sonnhofen là một đô thị thuộc huyện Hartberg thuộc bang Steiermark, nước Áo. Đô thị Sonnhofen có diện tích 21,24 km², dân số thời điểm cuối năm 2005 là 1052 người.